# Langer Berg von Langen
Koordinaten: 53° 36′ 13″ N, 8° 36′ 5″ O
Der Lange Berg von Langen ist ein ursprünglich etwa 90,0 m langer dammartiger Grabhügel auf dem Kamm einer natürlichen Bodenwelle. Er liegt nordöstlich des Bahnhofs von Langen in Geestland im Elbe-Weser-Dreieck im Landkreis Cuxhaven in Niedersachsen und ist ein in seiner Art seltener vorgeschichtlicher Denkmaltyp.
Der Hügel ist durchschnittlich 2,5 m hoch und etwa 22,0 m breit. Der aus rund 5.000 m³ Erde bestehende Hügel wurde im Zuge des Wegebaus um 8,0 m auf heute etwa 82,0 m verkürzt. Den artifiziellen Ursprung der Erhebung erkannte man bereits vor Jahrhunderten, doch konnte man sich den Sinn nicht erklären.
Diese Grabform aus der älteren Bronzezeit kommt im Elbe-Weser-Dreieck nur noch in der zwei Kilometer entfernten, zu Langen gehörenden Feldmark Debstedt vor. Der "Lange Berg von Debstedt" hat eine Länge von etwa 85,0 m. Vor den Abtragungen, an beiden Enden, wird er rund 100 m lang gewesen sein. Beide Langhügel gehören zu einer Hügelgräberkette entlang alter Wegeverbindungen. Während von einem Grabhügel unmittelbar südlich des Langen Berges nur ein Fleck im Acker blieb, blieb nördlich ein 1,20 m hoher Hügel von etwa 10 m Durchmesser erhalten. Wenige Kilometer entfernt, liegt eine Gruppe von etwa 130 Hügeln bei Drangstedt.
Paul Schübeler, der im Jahr zuvor gemeinsam mit Carl Schuchhardt (1859–1943) Versuchsschnitte in den Langen Berg gelegt hatte, grub die Anlage 1909 teilweise aus. Er fand, obwohl er nur etwa ein Viertel des Hügels untersuchte, die beiden Hauptgräber. Dicht unter der Oberfläche stieß er auf 32 Urnen vom Jastorftyp mit Fibelresten aus Bronze und Eisen und eisernen Nadeln. Diese Funde wurden in die vorrömische Eisenzeit um 400 v. Chr. eingeordnet. Sie gelangten zu einer Zeit in den Hügel, als der Lange Berg bereits über 1.000 Jahre alt war.

Langen (Geestland)
Das rote Radkreuz im Wappen symbolisiert den Fund am Langen Berg

Wie älteste Funde zeigen, begann man mit dem Bau des aus Plaggen aufgeschichtet Hügels in der älteren Bronzezeit. Wahrscheinlich bestanden zunächst zwei Rundhügel, die später verbunden wurden. Im Nord- und Südteil fanden sich zwei von Steinkränzen gefasste Bereiche, innerhalb und außerhalb derer Unter- und Obergräber gefunden wurden. Im Nordhügel liegen eine zentrale Bestattung und vier Körpergräber, im Südhügel eine Zentralbestattung und ein weiteres Grab. Einige enthielten Waffen und Schmuck, andere waren beigabenlos. Mindestens ein Grab war eine Frauenbestattung. Die Funde gingen 1947 beim Brand des Freilichtmuseums Marschenhaus in Bremerhaven verloren. Schübelers Bericht enthält aber Fotos von einem Teil der Funde. Ein anderer Teil ist durch 1931 von Kurt Tackenberg erstellte Bleistiftskizzen dokumentiert.
Zu den Funden aus dem Langen Berg bei Langen gehören Absatzbeile, Dolche, Radnadeln und diverse Schmuckstücke. Die Bauphasen des Langen Berges fallen ausweislich der Funde durchweg in die Periode II nach Montelius, doch könnte der älteste Teil auch aus der Periode I stammen.
In der Nähe liegt das Großsteingrab Langen (Geestland).